# The Process of Belief
The Process of Belief es el duodécimo álbum de estudio de Bad Religion. Fue lanzado al mercado el 22 de enero de 2002 por Epitaph y, como era y es habitual con el sello, fue grabado en California.
Tras casi 10 años, la banda regresa a Epitaph y con ello la vuelta del legendario guitarrista y fundador de Epitaph, Mr. Brett. Todo esto provocó que meses antes del lanzamiento la expectación por parte de críticos especializados y seguidores de la banda fuera máxima. Por lo tanto la banda volvía a ruenirse por completo con la vuelta de Mr. Brett, que no se producía desde el álbum Stranger than Fiction de 1994. Brian Baker, ex guitarrista de Minor Threat y que ingresó en Bad Religion para cubrir la marcha de Gurewitz, no dejó la banda tras el regreso de éste, conformando la banda con tres guitarristas junto a Greg Hetson, hasta la salida de este último en 2013.
Con este disco, la banda recupera el sonido característico de otros álbumes, sin llegar al nivel de Suffer o No Control, y el aplauso casi unánime de críticos y fanes. Prueba de esa gran expectación es la espectacular remontada que logra, por ejemplo, en las listas Billboard 200, logrando el puesto 49 cuando en el anterior disco, The New America, había logrado el 88 o el 78, con No Substance en 1998.
"Sorrow", primer sencillo del disco, tuvo un gran éxito logrando el puesto 35 en la lista Modern Rock Tracks de 2002. Otros temas como "Broken", por ejemplo, "Habla de la autoestima y de la necesidad de creer en uno mismo. Si las cosas te vienen mal dadas, indirectamente, te acaban convirtiendo en más fuerte", según Graffin. La industria musical también es blanco de sus iras en "Supersonic": "Se refiere a la cultura en general y, concretamente, a la voracidad de la cultura popular: música, tecnología, moda, arte, literatura, arquitectura y todo lo que parece cultura es un animal hambriento que se devora a sí mismo a toda velocidad", aclara Graffin.

## Listado de canciones
| N.º | Título                          | Escritor(es) | Duración |  |
| 1.  | «Supersonic»                    | Gurewitz     | 1:47     |  |
| 2.  | «Prove It»                      | Graffin      | 1:15     |  |
| 3.  | «Can't Stop It»                 | Gurewitz     | 1:10     |  |
| 4.  | «Broken»                        | Gurewitz     | 2:55     |  |
| 5.  | «Destined For Nothing»          | Graffin      | 2:35     |  |
| 6.  | «Materialist»                   | Graffin      | 1:53     |  |
| 7.  | «Kyoto Now!»                    | Graffin      | 3:20     |  |
| 8.  | «Sorrow»                        | Gurewitz     | 3:21     |  |
| 9.  | «Epiphany»                      | Graffin      | 4:00     |  |
| 10. | «Evangeline»                    | Gurewitz     | 2:11     |  |
| 11. | «The Defense»                   | Gurewitz     | 3:53     |  |
| 12. | «The Lie»                       | Graffin      | 2:19     |  |
| 13. | «You Don't Belong»              | Gurewitz     | 2:50     |  |
| 14. | «Bored And Extremely Dangerous» | Graffin      | 3:25     |  |

| Bonus track en Japón |                   |              |          |  |
| N.º                  | Título            | Escritor(es) | Duración |  |
| 15.                  | «Shattered Faith» | Graffin      | 3:38     |  |

## Créditos
- Greg Graffin - cantante, productor
- Brett Gurewitz - guitarra, productor, mezclas
- Brian Baker - guitarra
- Greg Hetson - guitarra
- Jay Bentley - bajo
- Brooks Wackerman - batería

- Jerry Finn - mezclas
- Bob Ludwig - masterización
- Billy Joe Bowers - técnico de sonido
- Jeff Moses - asistente de técnico de sonido
- Mackie Osborne - dirección artística y diseño